# اچ‌ام‌اس کورلو (دی۴۲)
اچ‌ام‌اس کورلو (دی۴۲) (به انگلیسی: HMS Curlew (D42)) یک کشتی بود که طول آن ۴۵۰ فوت (۱۴۰ متر) بود. این کشتی در سال ۱۹۱۷ ساخته شد.